# Månstad
Månstad is een plaats in de gemeente Tranemo in het landschap Västergötland en de provincie Västra Götalands län in Zweden. De plaats heeft 72 inwoners (2005) en een oppervlakte van 15 hectare.